# DJ MK 1
DJ MK 1, bürgerlich: Martin Klaus, (* 21. Februar 1978 in Berlin) ist ein deutscher DJ, der auch unter den Namen DJ Klaus und MK One auftritt.

## Leben
Martin Klaus wurde 1978 in Berlin geboren. Seine Eltern ermöglichten ihm eine musikalische Erziehung, die sich vom Klavier bis zum Schlagzeug erstreckte. Inspiriert durch die Graffiti-Szene und über ebenfalls auflegende Bandkollegen gelangte er mit 17 Jahren zum DJing.
Seit 1996 arbeitet DJ MK 1 als Hip-Hop-DJ, Veranstalter, Produzent und Remixer in Berlin. Mit Kool Savas, Marcus Staiger und Fuat gründete er 1998 das Label Mikrokosmos, das später zur Bookingagentur mikrofett mikrokosmos Booking erweitert wurde und Tourneen und Veranstaltungen vieler renommierter Künstler organisierte.
Von 2001 bis 2003 veranstaltete er die Berliner Partyreihe „Lost Elements“. Als DJ der Berliner Rap-Crew Beatfabrik (Prinz Pi, Kobra, Smexer) begleitete DJ MK 1 zahlreiche Liveauftritte und Touren.
Unter seinem Alter Ego „DJ Klaus“ ist er Haus-DJ von Atzen Musik. DJ MK 1 gibt DJ-Workshops an der Landesmusikakademie in Berlin. Er ist Gründer und Mitbetreiber von „Tonstudio-Berlin.de“.

## Mixtapes (Auswahl)
- 1997: Deutschlektion #1
- 1998: Berlin No. 1 Vol.1
- 1999: Deutschlektion #2 (MC, Mikrokosmos)
- 2000: DJ MK 1 pres. Fresh 'n Attack
- 2001: Lost Elements Vol. 1 – The Underground Odyssee (MC, Mikrokosmos)
- 2002: Lost Elements Vol. 2
- 2003: Schlack Schlak MK Besch (MC, Mikrokosmos)
- 2003: Schlack Schlack MK Besch 2
- 2004: Rap druff
- 2005: Dirty Beatz Mixtape